# A Chancellor
A Chancellor (franciául: Le Chancellor) Jules Verne francia író 1875-ös regénye.

## Cselekmény
|  | Alább a cselekmény részletei következnek! |

A Chancellor nevű hajó 1869-ben elindul útjára, de a nyílt tengeren rakománya meggyullad, és pusztulás kezdi fenyegetni. Egy sziklaszirten ideiglenesen sikerül megállni. Ott a tüzet eloltják, de a hajótesten keletkezett léket nem tudják teljesen kijavítani. Mivel élelem hiányában nem maradhatnak a szirtnél, elindulnak a szárazföld felé. A hajón lévő léken a víz fokozatosan beáramlik, és egyre valószínűbb lesz, hogy nincs esély biztonságos kikötő elérésére. Így is történik: a hajó elsüllyed, a legénység egy rögtönzött tutajon kísérli meg a túlélést. Az élelmiszerhiány azonban kannibalizmusra kényszeríti a matrózokat, ráadásul cápák támadnak rájuk és az ivóvíz egy része is tönkremegy még elfogyasztása előtt. Nagy nehézségek után végül sikerül egy hajónak megmenteni őket.
|  | Itt a vége a cselekmény részletezésének! |

## Magyar nyelvű fordítások
- A Chancellor Kazallon. J. R. utas naplója; ford. Vértesi Arnold; Lampel, Bp., 1875
- A Chancellor Kazallon J. R. utas naplója; ford. Csillay Kálmán / Martin Paz; ford. Miskolczi Henrik; Magyar Kereskedelmi Közlöny, Bp., 190? (Verne Gyula munkái)
- Franklin-Társulat, Budapest, 1927, 222 oldal, fordította: Vértesi Arnold (reprint kiadás: Fátum-Ars Kiadó, 1993, ISBN 9638214074) ·
- Unikornis Kiadó, Budapest, 2004, 306 oldal, ISBN 9634275052, fordította: Majtényi Zoltán